# Centro-Norte Piauiense
Centro-Norte Piauiense is een van de vier mesoregio's van de Braziliaanse deelstaat Piauí. Zij grenst aan de mesoregio's Norte Piauiense, Sudeste Piauiense, Sudoeste Piauiense, Noroeste Cearense (CE), Sertões Cearenses (CE) en Leste Maranhense (MA). De mesoregio heeft een oppervlakte van ca. 55.274 km². In 2006 werd het inwoneraantal geschat op 1.428.349.
Vier microregio's behoren tot deze mesoregio:
- Campo Maior
- Médio Parnaíba Piauiense
- Teresina
- Valença do Piauí

Mesoregio's: Centro-Norte Piauiense · Norte Piauiense · Sudeste Piauiense · Sudoeste Piauiense

Microregio's: Alto Médio Canindé · Alto Médio Gurguéia · Alto Parnaíba Piauiense · Baixo Parnaíba Piauiense · Bertolínia · Campo Maior · Chapadas do Extremo Sul Piauiense · Floriano · Litoral Piauiense · Médio Parnaíba Piauiense · Picos · Pio IX · São Raimundo Nonato · Teresina · Valença do Piauí